# Andreas Knudsen
Andreas "Annan" Knudsen (Drammen, 23 novembre 1887 – Oslo, 11 febbraio 1982) è stato un velista e canottiere norvegese, vincitore della medaglia d'argento nella classe 6 metri a Anversa 1920 a bordo dell'imbarcazione Marmi II insieme a Leif Erichsen e Einar Torgersen.
Nel 1908, come canottiere, aveva fatto parte dell'equipaggio dell'otto che viene eliminato nel turno preliminare a Londra 1908.

## Palmarès
- Giochi olimpici

Anversa 1920: argento nella classe 6 metri.